# Margarita Nelken Mansberger
Margarita Nelken Mansberger (Madrid, 5 de juliol de 1894 - Ciutat de Mèxic, 8 de març de 1968) fou una escriptora i política espanyola, una de les representants de l'incipient moviment feminista a Espanya durant la dècada de 1930.

## Biografia
Coneguda per la seva decidida actuació política durant la Segona República i la Guerra Civil, Margarita Nelken també va destacar com a crítica d'art, periodista i escriptora des d'una edat molt primerenca. Filla d'una francesa i d'un joier espanyol, ambdós descendents de jueus alemanys, havia nascut al llavors carrer de Barrionuevo (Romanones), núm. 5, en ple cor de Madrid. Li agradava esmentar-ho, ja que aquest origen estranger seria un dels blancs preferits de la dreta espanyola contra ella, al costat del seu intel·lecte i la seva defensa dels drets de la dona en pla d'igualtat amb l'home. El seu avi matern havia arribat a la capital el 1889 com a rellotger de palau i posseïa una rellotgeria i joieria a Puerta del Sol, 15. Margarita va rebre una educació acurada que es va traduir en inclinacions cap a la pintura, les lletres i la música. Les va abandonar en plena joventut per dedicar-se a l'activisme polític i social, encara que seguiria sent sempre una destacada publicista. Parlava fluidament francès i alemany i se li deu la primera traducció de Kafka a l'espanyol. Posseïa una cultura excepcional entre les dones espanyoles de la seva època i coneixia Santiago Ramón y Cajal, Benito Pérez Galdós i la generalitat dels cercles intel·lectuals de la seva època. Va ser d'una intel·ligència precoç. Ve al cas esmentar que el seu primer article crític, sobre els frescs de Goya a San Antonio de la Florida, el va escriure als 15 anys per a la prestigiosa revista d'art londinenc The Studio. Era germana gran de la també escriptora i destacada actriu Carmen Eva Nelken (Magda Donato), també exiliada a Mèxic en acabar la Guerra Civil espanyola.
Inquieta per la realitat espanyola, el 1919 va publicar la seva primera obra llarga, La condición social de la mujer en España. Su estado actual: su posible desarrollo, un incisiu estudi feminista. Continuà aquesta línia de treballs amb Maternología y puericultura (1926), En torno a nosotras (Diálogo socrático) (1927), Las escritoras españolas (1930) i La mujer ante las Cortes Constituyentes (1931). En els primers mesos de 1931, va ingressar en el PSOE i va participar, com a candidata de l'Agrupació Socialista de Badajoz, en les eleccions parcials d'octubre de 1931. Va resultar escollida, com també ho fou en les eleccions generals espanyoles de 1933 i de febrer de 1936. De fet, és l'única dona que va aconseguir les tres actes parlamentàries durant la Segona República. Estava casada amb Martín de Paul, pare del seu fill Santiago, i cònsol de la República Espanyola a Amsterdam durant la guerra.
Va ser contrària a atorgar dret de vot a la dona el 1931, posició compartida també per Victoria Kent. Sostenia que la falta de maduresa i de responsabilitat social de la dona espanyola podia posar en perill l'estabilitat de la República, ja que un percentatge molt elevat, abans de votar, ho consultaria amb el seu confessor. Les eleccions de 1933, primeres en les quals van votar les dones, van donar el triomf a les dretes.
Després del fracàs de la comuna asturiana d'octubre de 1934, se li va retirar la immunitat parlamentària i fou processada, tot i que abans que s'hi dictés sentència va fugir a França. S'instal·là a París, visità diferents països nòrdics i posteriorment va estar durant gairebé un any a la Unió Soviètica. Va tornar a temps de participar en les eleccions de febrer de 1936 com a candidata del Front Popular. En l'estiu de 1936 va tenir una destacada participació a armar i encoratjar els treballadors per fer front als militars revoltats. Va estar en els fronts d'Extremadura i Toledo. El novembre de 1936, va participar en la defensa de Madrid i es va distingir així mateix en l'organització de la Unió de Dones Antifeixistes. Es va incorporar al PCE al novembre de 1936, poc després de la formació del govern de Francisco Largo Caballero. Va passar l'última etapa de la guerra a Barcelona i va ser l'única dona diputada present en l'última reunió de les corts republicanes en sòl espanyol, en els subterranis del castell de Figueres, l'1 de febrer de 1939. Creuà la frontera al costat de la seva filla Magda de Paul Nelken durant la retirada de Catalunya, i ambdues van treballar intensament des de Perpinyà en l'assistència als refugiats republicans i els internats en els camps francesos en els primers mesos de l'exili.
Va marxar després a París i a la fi de 1939 a Mèxic, on el president Lázaro Cárdenas l'havia convidada a instal·lar-se. Al costat de la seva mare, la seva filla i la seva neta, va abandonar França abans de la derrota francesa. A Mèxic, es va guanyar la vida escrivint i va reprendre amb passió la crítica d'art. Va treballar en la Secretaria d'Educació Pública, va col·laborar amb el govern republicà en l'exili, va participar en les activitats de la Unió de Dones Espanyoles, sense abandonar les activitats literàries i periodístiques, ocupant-se d'una pàgina setmanal sobre art en l'Excelsior. A l'octubre de 1942, va ser expulsada del PCE després d'haver criticat la política comunista d'Unió Nacional. Va participar, com a diputada independent, en la reunió de les corts de la república a la ciutat de Mèxic el 1945. Durant 1948, va viatjar per Europa dictant conferències sobre art llatinoamericà a Amsterdam i París. Va ser una de les crítiques d'art més influents i respectades a Mèxic fins a la seva defunció el 1968. A Mèxic va rebre la medalla dels Agraristes.
La mort dels seus dos fills (Santiago, el 1944, lluitant en l'exèrcit soviètic, i la filla, Magda, el 1956, de càncer), la van sumir en profunda crisi. Es queixava que la direcció del PCE i, en particular, Dolores Ibarruri, no li haguessin comunicat la mort del seu fill. Van ser els soviètics els que la hi van comunicar al final de la contesa, i li van lliurar la seva condecoració a l'ambaixada soviètica de la capital mexicana. Tanmateix, Nelken es va mantenir activa fins al final dels seus dies en la crítica d'art, el periodisme i les activitats de l'exili espanyol a Mèxic i en altres països. Hi ha carrers amb el seu nom a Avilés (Astúries), Miguelturra (Ciudad Real), Coslada (Madrid) i Saragossa.

## Obres
- La condición social de la mujer en España. Su estado actual: su posible desarrollo (1919)
- La trampa del arenal, novela, 1923.
- Maternología y puericultura (1926)
- En torno a nosotras (Diálogo socrático) (1927)
- Las escritoras españolas (1930)
- La mujer ante las Cortes Constituyentes (1931)
- Tres tipos de Virgen: Angélico, Rafael, Alonso Cano (1942)
- Las torres del Kremlin (1943)
- Primer frente (1944).
- Carlos Orozco Romero (1959)
- Ignacio Asúnsolo (1962)
- El expresionismo mexicano (1965).